# Василь Куфлюк
Василь Олексійович Куфлюк (25 січня 1912, Видинів, Станіславський повіт — 19 жовтня 1999, Видинів, Снятинський район, Івано-Франківська обл.) — український музичний педагог, учитель. Куфлюк розробив індивідуальну систему розвитку музичного слуху, метою якої було сформувати абсолютний слух його вихованців.

## Біографія

### Ранні роки
Василь Куфлюк народився 25 січня 1912 року у селі Видинові Станіславського повіту у селянській сім'ї. У спадок від батьків хлопець успадкував дзвінкий голос та музичну чутливість, від бабусі навчився пісень, які співав на вечорницях. Василевим першим музичним інструментом була мандоліна, зроблена в часи війни з дошки та телефонного дроту. Після повернення з Першої світової війни батько Василя придбав хлопцеві справжній інструмент. Перші шкільні роки Василя пройшли у чотирирічній Видинівській школі, яка розміщувалась у власній хаті вчителя Михайла Ільковича Берлада; першою вчителькою хлопця була Ганна Андрієвич.
У 1923 році Василь вступив до Коломийської гімназії, де на той час добре викладалися як гуманітарні науки (українська, польська, грецька, польська мови та латина), так і алгебра, фізика, хімія, природознавство, психологія та пропедевтика філософії. Там юнак писав свої перші вірші, які видавались у жураналі «Плай». До сьогодні збереглися рукописний збірник шістнадцятирічного юнака «Переднє слівце». Крім того, навчаючись у гімназії Василь, опанував гру на мандоліні та скрипці.
У 1931 році, після успішної здачі «матури» (випускних іспитів) у Коломийській гімназії, Василь протягом року вивчає педадогічні дисципліни (педагогіку, психологію та історію виховання) у Заліщицькій вчительській семінарії, відвідує практичні уроки у школі містечка Заліщики, щоб пізніше мати змогу працювати вчителем. Даючи приватні уроки, юнак вже міг частково заробляти собі на проживання. У 1932 році Василь екстерном склав іспити та отримав диплом народного вчителя у Львівському учительському інституті, проте, він не зміг отримати посаду вчителя від польської влади.

### Праця та навчання у Польщі
У 1933 році Василь Куфлюк відкликнувся на пропозицію Варшавського благодійного товариства «Pomoc dla sierot» працювати у дитячому будинку з дітьми-сиротами. Отримавши рекомендаційні листи від Станіслава Котецького — директора Коломийської гімназії та від В. Мисловського — директора Заліщицької семінарії, Василь, ледь назбиравши кошти на дорогу, відправився до Варшави отримувати посаду в сиротинці. Василь Куфлюк почав працювати у дитячому будинку «Наш дім», заснованим Янушем Корчаком – великим польським лікарем, педагогом та письменником. Зустріч з відомим педагогом значно вплинула на майбутнє Василя Куфлюка. Щоб отримати посаду у «Нашому домі», Василь мусів спочатку протягом місяця пройти випробовування, після якого діти вирішували, чи залишиться з ними кандидат. У такий спосіб діти вибрали Василя Куфлюка вчителем музики.
Вже на той час молодий вчитель розробляв свій власний навчальний підхід, наприклад, придумав «буквопоїзд», замовляв на кухні печиво у вигляді букв, щоб дітям було легше опанувати читання; дарував дітям надруковані тексти пісень за їх странність на уроках музики. На додаток до праці у дитячому будинку Василь мав змогу навчатися у Варшавській консерваторії по класу скрипки та у Варшавському університеті на природничо-математичному факультеті. Після закінчення навчання у 1939 році він отримує вчительську посаду у школі імені Марії Осташевської та проводить літню відпустку в Видинові. Із початком Другої світової війни Василь Куфлюк не зміг повернутись до Польщі і працювати у призначеній школі.

### Воєнні роки
Осінню 1939 року 27-річний Василь Куфлюк став директором Видинівської школи, де він створив музично-драмитичний та танцювальний гуртки, ансамбль троїстих музик, хор та квартет мандолістів. На кошти, зароблені на виступах та олімпіадах, у школу були куплені нові інструменти: гармонія та два фортепіано. 6 червня 1944 року Василь Куфлюк був мобілізований до радянської армії; воював під командуванням генерала Черняховського. У жовтні 1944 року отримав важке поранення під містечком Даугавпілсом у Прибалтиці, після якого проходив довге лікування у госпіталі; пізніше нагороджений медалями «За відвагу» та «За перемогу над Німеччиною».

### Повоєнні роки
З грудня 1945 року Василь Куфлюк працює завучем, директором, а потім учителем у Видинівській семирічній школі. 31 липня 1948 року екстерном закінчив фізико-математичний факультет Чернівецького університету. У 50-х роках він був одним із перших організаторів пришкільних ділянок. У сільському клубі очолював молодіжний ансамбль, вчив гри на інструментах дітей. У тому ж часі Василь Олексійович організував у Видинові музичну студію, де сам проводив уроки теорії музики та сольфеджіо. До 1961 року музичну освіту у студії здобули вже 35 учнів. У 1963 році він був змушений залишити посаду директора, так як не належав до комуністичної партії. Він надалі продовжував педагогічну діяльність, викладаючи музику та математику у Видинівській школі.
Особливістю Василя Олексійовича Куфлюка була здатність розвивати у учнів абсолютний слух — уміння музикантів розпізнавати та відтворювати звуки абсолютної висоти. У той час у селі була «мода на музику». Працюючи з дітьми протягом 8–10 тижнів, Василь Олексійович міг розвинути абсолютний слух спеціально розробленою методикою. Юрко Мойсяк та Іван Берлад були його першими учнями, які поїхали навчатись у Львівську музичну спеціалізовану школу-інтернат. Олександр Дмитрович Тищенко — директор Львівської музичної десятирічки — запрошував педагога працювати у Львові, та Василь Олексійович залишився у рідному Видинові, де він міг удосконалювати свою методику та самостійно організовувати навчальний процес. До 1982 року Василь Куфлюк викладав у школі, а потім й надалі займався музикою з дітьми приватно.
Протягом більше ніж 30 років Василь Куфлюк зміг розвинути абсолютний слух у багатьох учнів з різних куточків України. З Видинова у Львівську музичну спеціалізовану школу-інтернат поїхали вчитися Мирослав Максим'юк, Ольга Куфлюк, Ганна Гаврилець (Фроляк), Григорій Грицюк, Валентин Олексієнко, Богдана Фроляк, Орест Грицюк та ще багато інших вихованців Василя Олексійовича. До Видинова на літо також спеціально привозили дітей з ближніх сіл, Києва, Львова та інших міст, які до осені опановували музичну грамоту. Ба більше, приїжджали видатні артисти України зі своїми дітьми: Ніна Матвієнко, Микола Мозговий, Назарій Яремчук, Павло Дворський та інші.
Василь Куфлюк, не створивши сім'ї, всю силу та енергію вкладав у навчання та виховання сільських дітей. Рано, у 18-річному віці, померла його єдина сестра, згодом відійшли батько та мати. Старші роки педагог проживав з родичами. Василь Олексійович помер 19 жовтня 1999 року в рідному селі Видинові.
У 1992 році на кіностудії «Кредо» (УТ-1) було знято фільм про Василя Олексійовича Куфлюка — «Маестро з Покуття».